# My All American
Pour plus de détails, voir Fiche technique et Distribution.
My All American est un film américain réalisé par Angelo Pizzo, sorti en 2015.

## Synopsis
Dans les années 1960, l'histoire de Freddie Joe Steinmark, joueur de football universitaire qui apprend qu'il est atteint d'un cancer osseux.

## Fiche technique
- Titre : My All American
- Réalisation : Angelo Pizzo
- Scénario : Angelo Pizzo d'après la biographie Freddie Steinmark: Faith, Family, Football de Jim Dent
- Musique : John Paesano
- Photographie : Frank G. DeMarco
- Montage : Dan Zimmerman
- Production : Paul Schiff (en)
- Société de production : Anthem Productions et Paul Schiff Productions
- Société de distribution : Aviron Pictures (États-Unis)
- Pays :  États-Unis
- Genre : Biopic et drame
- Durée : 118 minutes
- Dates de sortie : 
  -  États-Unis : 13 novembre 2015
  -  France : 13 janvier 2018 (Internet)

## Distribution
- Aaron Eckhart (VF : Jérôme Keen) : le coach Darrell Royal
- Finn Wittrock : Freddie Joe Steinmark
- Rett Terrell : Bobby Mitchell
- Michael Reilly Burke : Fred Steinmark
- Robin Tunney : Gloria Steinmark
- Sarah Bolger : Linda Wheeler
- Juston Street : James Street
- Donny Boaz : Bill Bradley
- Jordan Shipley : Cotton Speyrer
- Alex MacNicoll : Mike Campbell
- Richard Kohnke : Tom Campbell
- Eddie Davenport : Randy Peschel
- Austin Willis : Steve Worster
- Luke Poehlmann : Bob McKay
- Brent Anderson : le coach Campbell
- Brett Brock : le coach Bellard

 Source et légende : version française (VF) sur RS Doublage

## Accueil
Le film a reçu un accueil défavorable de la critique. Il obtient un score moyen de 34 % sur Metacritic.